# 静岡県道14号下佐ケ野谷津線
静岡県道14号下佐ケ野谷津線（しずおかけんどう14ごう しもさがのやつせん）は、静岡県賀茂郡河津町を通る県道（主要地方道）である。

## 概要
起点側で分岐する国道414号の下田側は狭路のため、大型車が下田市と三島市・沼津市の間を通行する際は当県道を利用することになる。

### 路線データ
- 陸上距離： 5.5 km
- 起点： 静岡県賀茂郡河津町下佐ケ野（下佐ヶ野交差点、国道414号交点）
- 終点： 静岡県賀茂郡河津町谷津（谷津交差点、国道135号交点）

## 歴史
- 1972年（昭和47年）3月28日 - 認定[1]。
- 1976年（昭和51年）7月13日 - 路線名が湯ヶ野浜線から湯ヶ野谷津線へ変更される[2]。
- 1993年（平成5年）5月11日 - 建設省から、県道湯ヶ野谷津線が下佐ヶ野谷津線として主要地方道に指定される[3]。
- 1994年（平成6年）4月1日 - 路線名が湯ヶ野谷津線から変更される[4]。

## 地理

### 通過する自治体
- 賀茂郡河津町

### 交差する道路
| 交差する道路           | 交差する場所 | 交差する場所          |
| ---------------------- | ------------ | --------------------- |
| 国道414号 / 下田街道   | 下佐ケ野     | 下佐ヶ野交差点 / 起点 |
| 国道135号 / 東伊豆道路 | 谷津         | 谷津交差点 / 終点     |

### 交差する鉄道
- 伊豆急行線

### 沿線
- 伊豆急行伊豆急行線 河津駅
- 峰温泉
  - 大噴湯公園
  - 踊り子温泉会館
- 河津バガテル公園
- 河津浜海水浴場
- 河津町役場
- 河津郵便局
- 上河津郵便局
- 河津町立河津小学校
- 河津町立西小学校
- 河津町立南小学校
- フードストアあおき 河津店
- ハックドラッグ 河津店